# Stadtwaage (Frankfurt am Main)

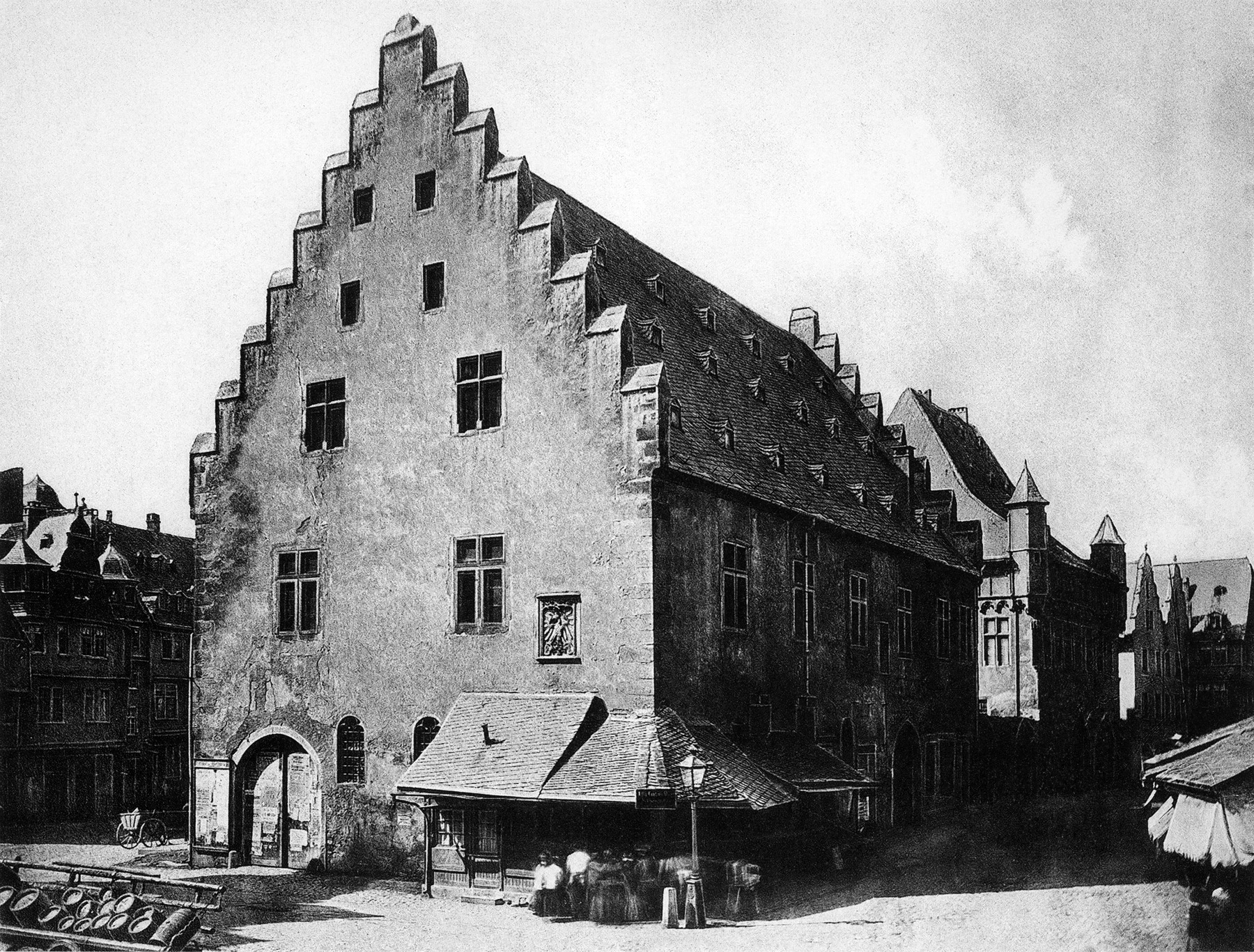
Die Waage neben dem Leinwandhaus, (Foto von Carl Friedrich Mylius, 1874)

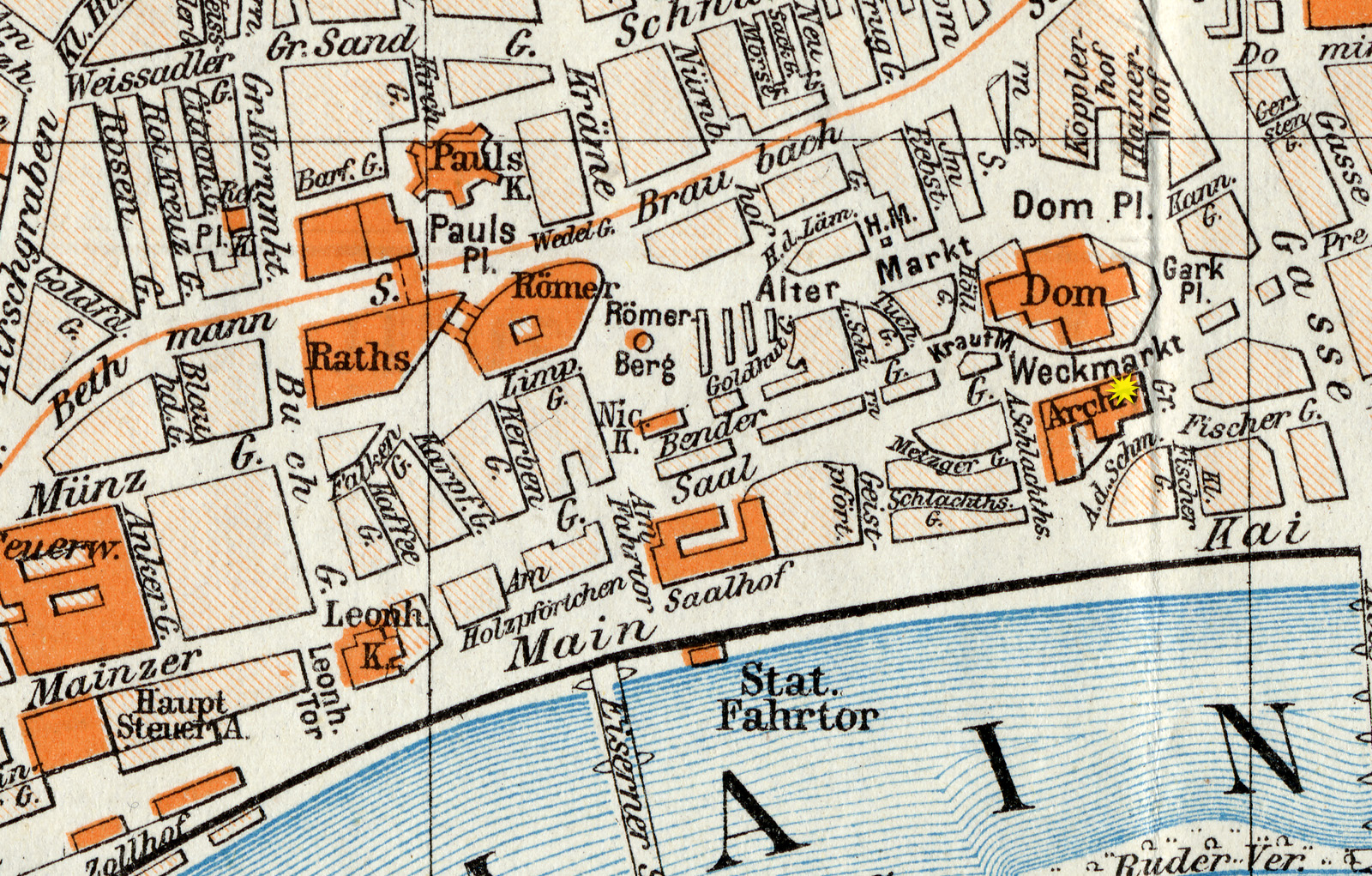
Position des Gebäudes in der Frankfurter Altstadt
(Chromolithografie, 1904)

Die Stadtwaage war ein historisches, seit seiner Erbauung städtisches Steinhaus in der Altstadt von Frankfurt am Main. Die nördliche Traufseite des Gebäudes zeigte zum Weckmarkt südlich des Doms, die östliche Giebelseite zur Großen Fischergasse mit der Häusergruppe Roseneck und die größtenteils verbaute südliche Traufseite zur Gasse An der Schmidtstube. Im Westen schloss das Gebäude an das Haus Weckmarkt 3, auch Neues Kaufhaus genannt, an, in dem noch bis zu seinem Abbruch das Bestätteramt untergebracht war. Die Hausanschrift war Weckmarkt 1.
Die Geschichte des Gebäudes ist eng mit dem alten Judenviertel der Stadt und der ältesten Frankfurter Synagoge verflochten, an deren Stelle es im Jahre 1503 errichtet wurde. Nach dem Abriss im Jahre 1874 ersetzte man die Waage bis 1877 durch ein neugotisches Magazingebäude für das Frankfurter Stadtarchiv, das seinerseits am 29. Januar 1944 bei einem Luftangriff auf Frankfurt am Main vollständig vernichtet wurde.
Nach dem Krieg wurden die Parzelle und weite Teile des alten Straßennetzes durch schlichte Wohn- und Geschäftsbauten überformt, die neben dem historischen Leinwandhaus bis heute das Bild des Weckmarkts prägen, so dass nichts mehr an die Synagoge, die Waage oder das historistische Stadtarchiv erinnert.

## Geschichte

### Vorgeschichte und das alte Judenviertel

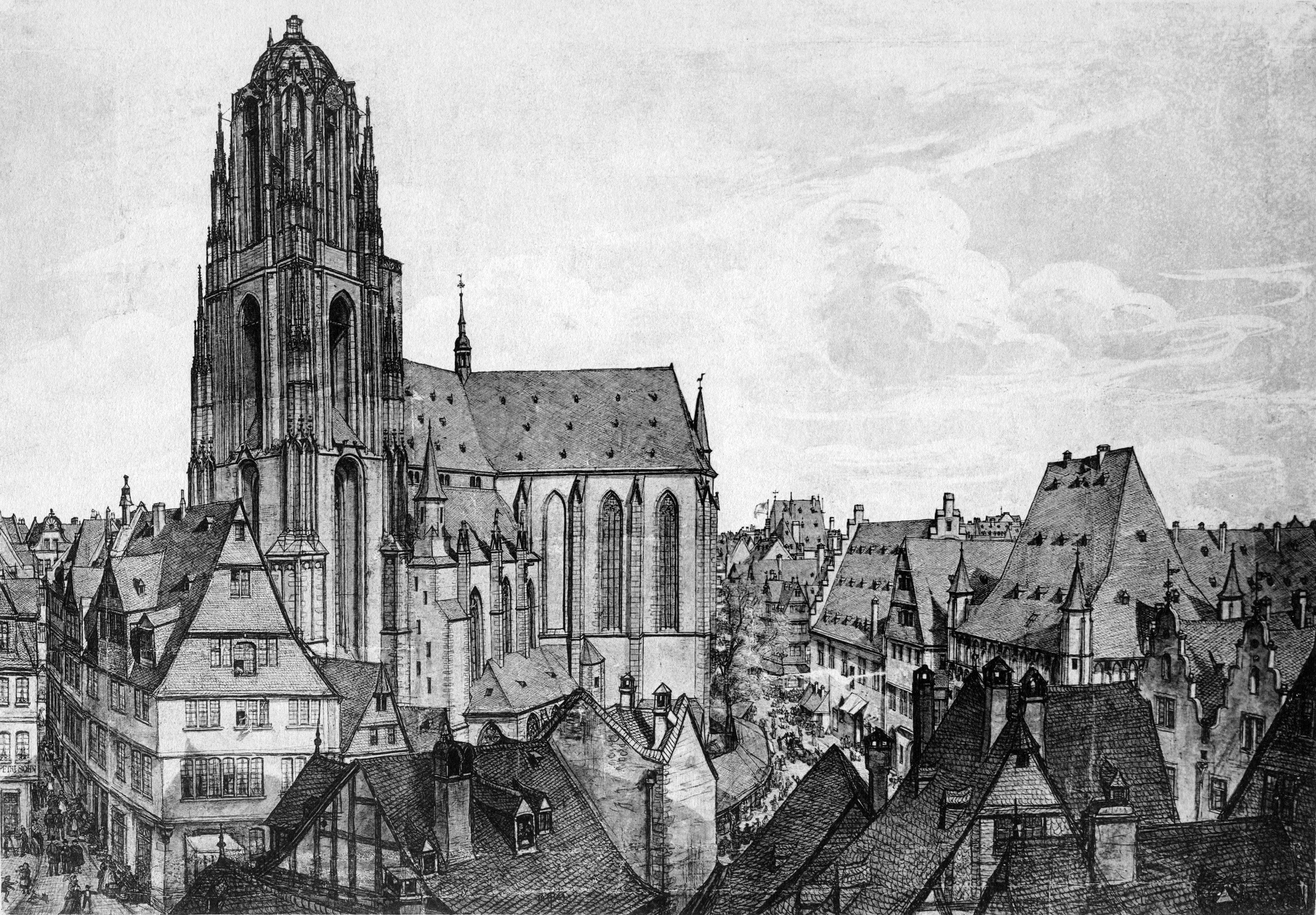
Dom, Höllgasse und Weckmarkt (Zeichnung von Peter Becker, 1858)

Im Hochmittelalter war der Dom – wie in vielen Städten dieser Zeit – fast vollständig von profaner Bebauung umgeben. Hier befand sich die Keimzelle Frankfurts, das sich aus der einstigen Königspfalz entwickelt hatte, und auch das 1288 erstmals erwähnte alte Rathaus der Stadt an der Stelle des heutigen Kirchturms. Mangels bildlicher Darstellungen, und der Tatsache, dass diese Gegend zu Beginn der frühen Neuzeit den Zustand erreicht hatte, in dem sie dann bis zu ihrer völligen Vernichtung im Zweiten Weltkrieg fast unverändert überkommen war, lässt sich die topographische Situation des Mittelalters nur näherungsweise anhand urkundlicher Nennungen und weniger archäologischer Befunde rekonstruieren.
Unstrittig ist, dass sich südwestlich, südlich und südöstlich des Doms das älteste Judenviertel der Stadt befand. Diese Nähe des jüdischen Quartiers zur seit 1311 selbstständigen Stadtverwaltung und auch der Kirche war im nationalen Vergleich ungewöhnlich und doch kennzeichnend für Frankfurt, das von Alters her eine der größten und selbstständigsten jüdischen Gemeinden im Heiligen Römischen Reich Deutscher Nation besaß. Das Gebiet, in dem jüdische Bewohner dominierten, wurde bis Mitte des 14. Jahrhunderts im Osten durch die Fahrgasse etwa auf Höhe der Mehlwaage, im Norden durch den Garküchenplatz und den südlichen Rand des Kirchhofs und im Westen durch das Heilig-Geist-Plätzchen in der Saalgasse lose begrenzt.

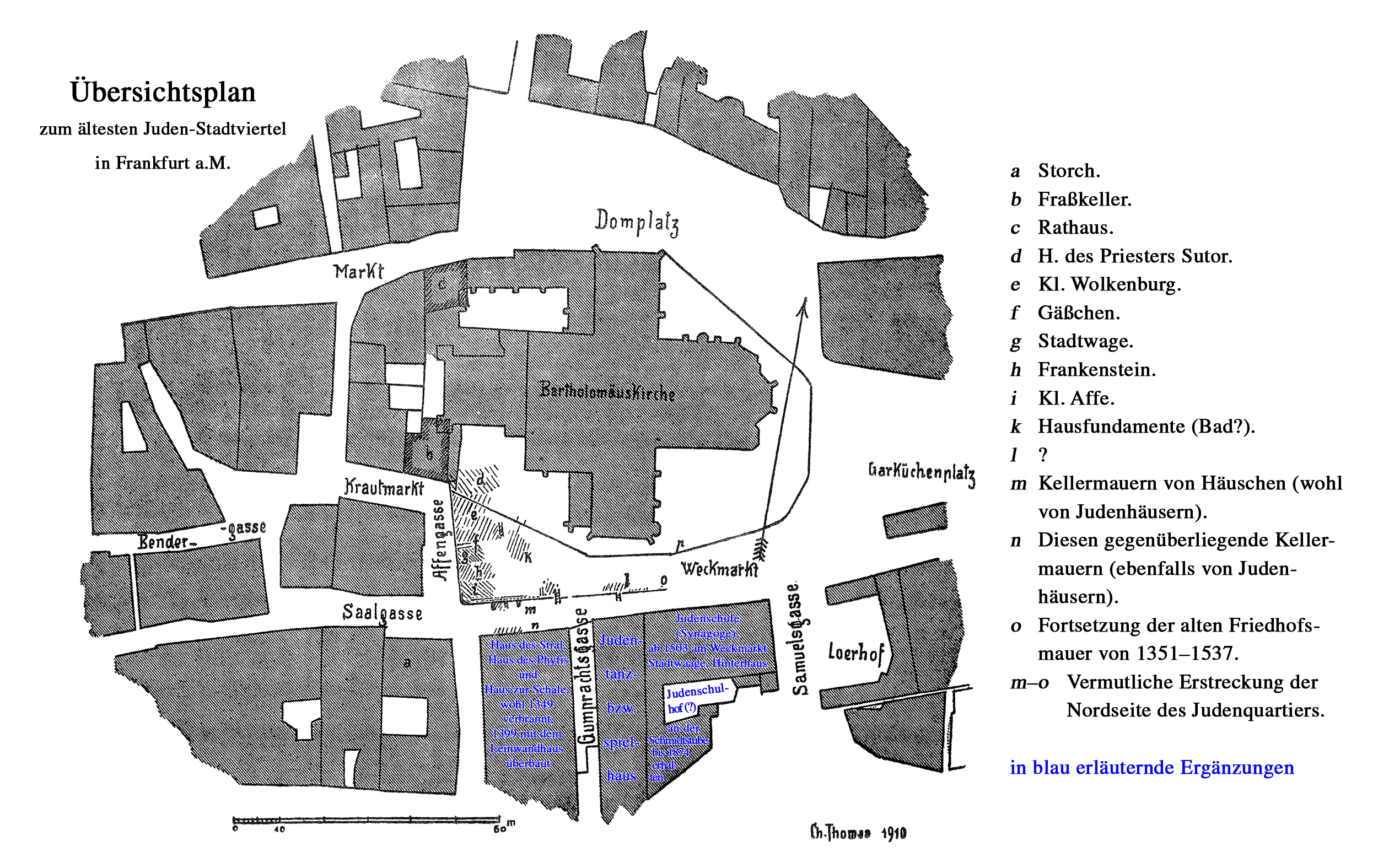
Plan des ältesten jüdischen Viertels nach Urkunden und Grabungsbefunden von Christian Ludwig Thomas, 1897

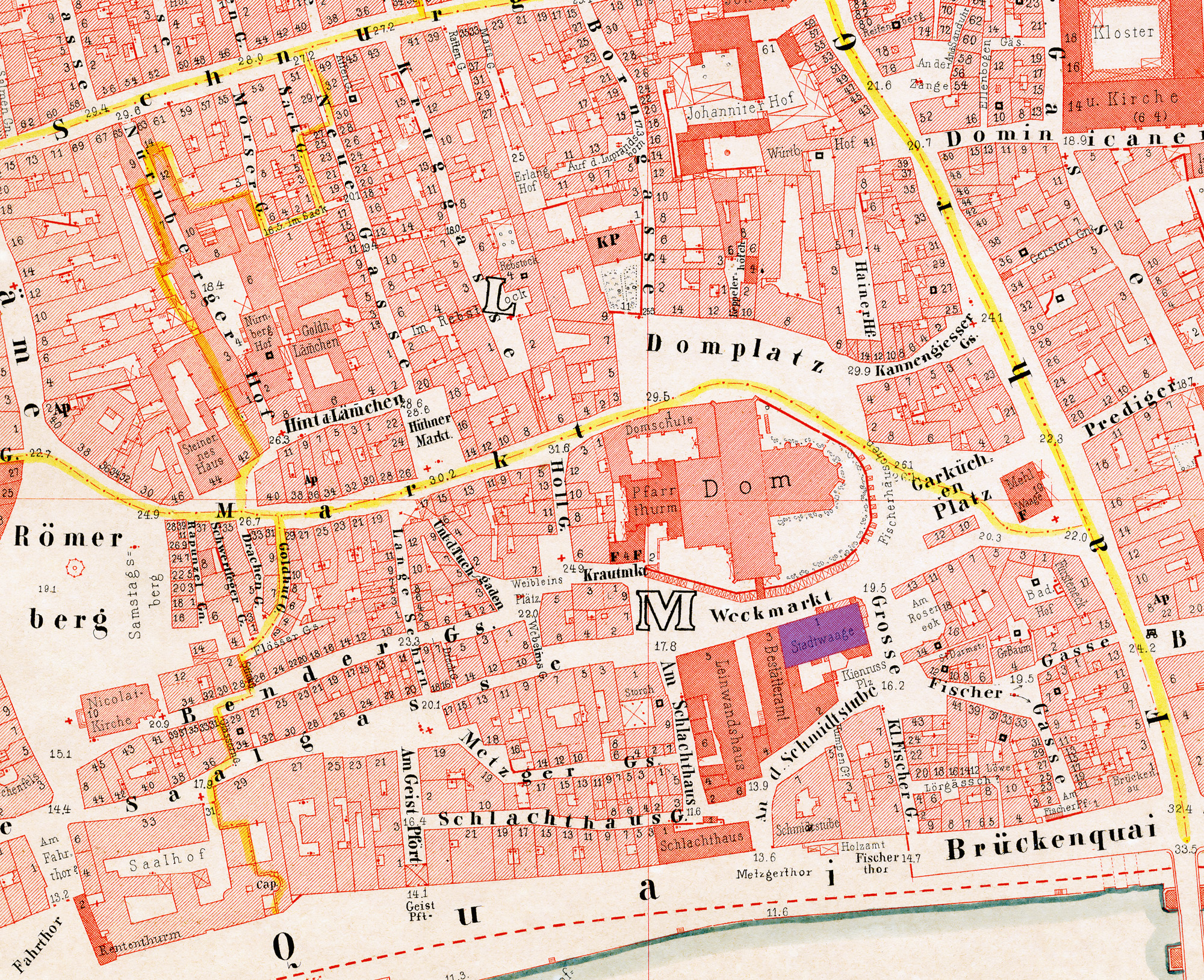
Umgebung des Doms, (Chromolithografie von Friedrich August Ravenstein, 1862)

Der Kirchhof war im Norden und Osten bis zur Born- bzw. bis zur Kannengiessergasse ausgedehnt, im Süden aber wohl wesentlich enger als heute an den Dom gerückt, da sich hier die Alte Judengasse, die man als Hauptstraße des Quartiers begreifen muss, zwischen die Kirche – bis in die 1340er Jahre noch ohne Querschiffe – und den späteren Weckmarkt zwängte. Die Parzellierung des Weckmarkts war wesentlich weiter nach Norden verschoben als in der frühen Neuzeit oder heute, so dass die Gasse kaum mehr als zwei Meter breit war. Die Affengasse mit dem namensgebenden Eckhaus Zum Affen am westlichen Ende der Judengasse führte an ihrer Überkreuzung mit Saal- und Schlachthausgasse hinauf zum Dom und dann zur Bendergasse.
Auch der frei stehende Häuserblock mit dem späteren Leinwandhaus war lange ein integraler Bestandteil des jüdischen Viertels. Belegt wird dies neben zahlreichen Urkunden auch durch die topographische Beschreibung des Gebietes durch Baldemar von Petterweil im Jahr 1350. Östlich der Gumprachtsgasse, die den Block in Nord-Süd-Richtung durchschnitt, befand sich das jüdische Tanz- bzw. Spielhaus, östlich daran anschließend die so genannte Alte Judenschule. Bei letzterem Gebäude handelte es sich um die älteste Synagoge der seit dem 12. Jahrhundert in Frankfurt nachweisbaren jüdischen Gemeinde. Sie ist als romanisches Gebäude archäologisch nachzuweisen und wurde bei den Pogromen 1241 – in diesen Zusammenhang fällt auch ihre schriftliche Ersterwähnung – und 1349 zerstört, offenbar aber immer wieder an gleicher Stelle von ähnlicher Kubatur neu erbaut.
Nach dem Pogrom von 1349, bei dem fast die gesamte jüdische Bevölkerung der Stadt ermordet wurde, ein dabei gelegtes Feuer große Teile ihres angestammten Wohnquartiers vernichtete sowie den gerade im Bau befindlichen Dom beschädigte, war die gesamte Gegend zwischen Kirchhof und Main eine Trümmerwüste. Aufgrund eines kurz zuvor getroffenen Vertrages mit Kaiser Karl IV. ging das jüdische Eigentum an dem Gebiet an den Rat über, der sich in den folgenden Jahren zahlreicher Begehrlichkeiten um diese äußerst günstig gelegenen Grundstücke erwehren musste, wobei er auch weitgehend erfolgreich war.

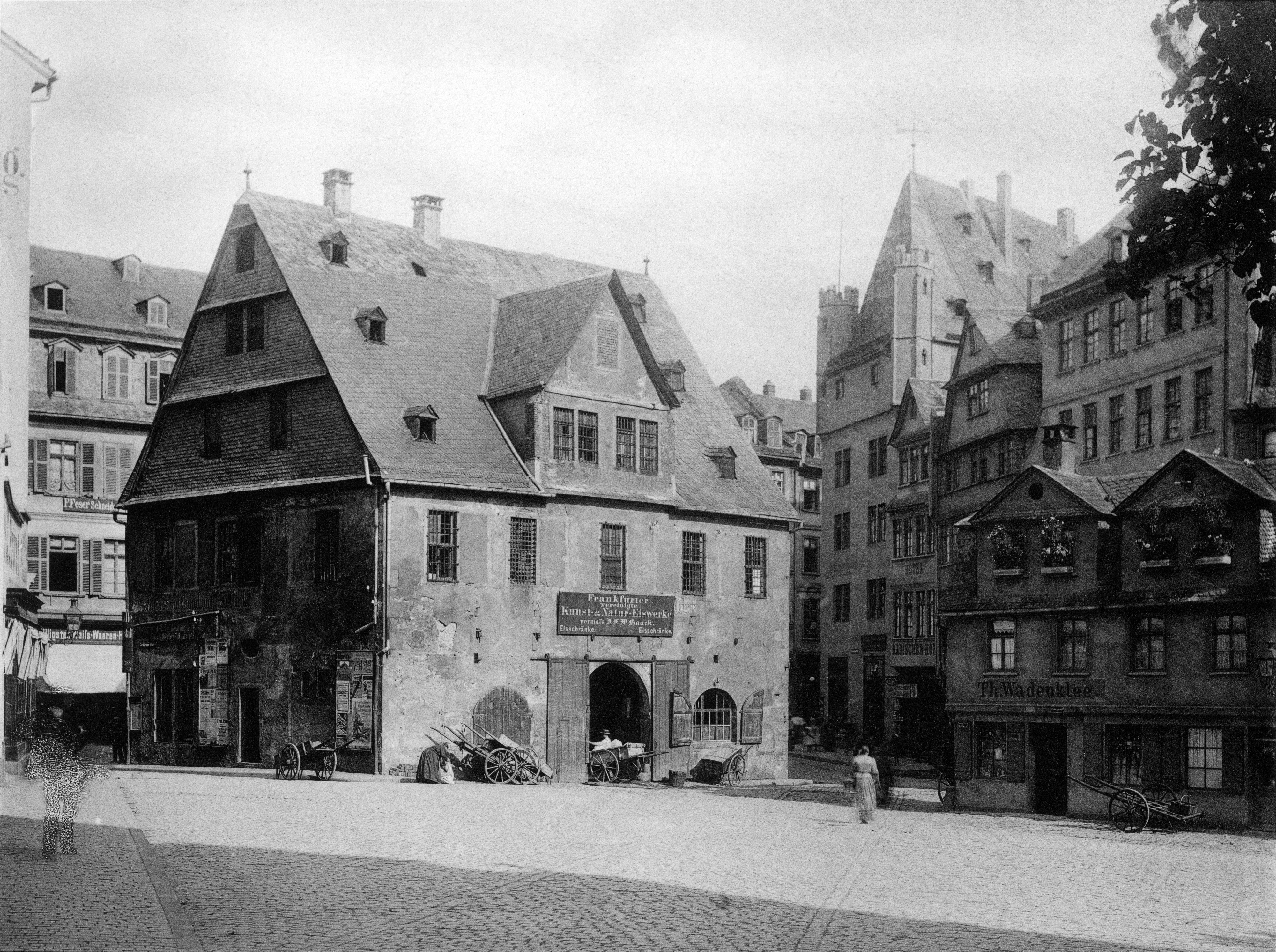
Mehlwaage und Haus Fürsteneck am Garküchenplatz, um 1880
(Fotografie von Carl Friedrich Mylius)

Einzig im Streit mit dem Bartholomäusstift um die Grundstücke der nördlichen Judengasse, also direkt an der Kirche, unterlagen die Stadtväter. Für das Stift war dies ein großer Erfolg, hatte sich der Kirchhof durch den Bau des südlichen Querhauses der Kirche in den Jahren 1352 und 1353 doch wesentlich verkleinert, was es durch Hinzuziehen der alten Grundstücke nun ausgleichen konnte. Die ab 1351 erbaute Kirchhofmauer folgte wahrscheinlich genau der südlichen Blockrandgrenze der alten Judengasse und stieß im Westen auf die Rückseite der Affengasse.
Die übrigen Grundstücke wurden vom Rat erneut an Privatpersonen, darunter auch nur zaghaft nach Frankfurt zurückkehrende Juden vergeben. Das prominenteste Beispiel für ein Unternehmen im Bereich des Profanbaus an der Stelle ehemaliger jüdischer Häuser war das bis 1944 erhaltene, 1362 von Johann von Holzhausen erbaute Haus Fürsteneck an der Ecke zur Fahrgasse. Doch auch die Stadt selbst nutzte die alten Grundstücke: 1365 war erstmals die Rede vom Bau einer Waage in der Affengasse, die offenbar bis 1372 fertig gestellt war.
Auch das bis heute erhaltene Leinwandhaus entstand 1399 an der Stelle gleich dreier niedergebrannter Judenhäuser. 1462 erfolgte dann die Zwangsumsiedlung der langsam wieder anwachsenden jüdischen Gemeinde in das Ghetto außerhalb der Stadtmauer. An öffentlichen jüdischen Gebäuden wie der Synagoge, die nun ungenutzt standen, ließ die Stadt zwecks Bekräftigung ihrer Ansprüche einen Wappenadler malen, die wenigen nach 1349 in jüdischen Besitz gekommenen Häuser gingen bald an Privatleute oder wurden von der Kirche aufgekauft. Mit dem Abriss der alten Kirchhofsmauer im Rahmen der Reformation 1537 und ihrem Neubau nach jahrzehntelangem Streit erhielt der Kirchhof 1571 dann auch die heutigen engen Grenzen, womit die letzten Spuren der hochmittelalterlichen Topographie des Ortes getilgt waren.

### Übergang des Wiegerechts und Neubau der Waage
Obgleich für das Ende des 14. Jahrhunderts Schriftzeugnisse über nur die eine Waage in der Affengasse erhalten sind, existierten zu diesem Zeitpunkt wohl schon mehrere derartige Einrichtungen in der Stadt. Erstmals wurde für Frankfurt 1294 eine kaiserliche Reichswaage genannt, denn das Wiegerecht war zumeist ein vom jeweiligen Landesherren an wenige ausgewählte Städte vergebenes Privileg, für das seit 1245 reichsunmittelbare Frankfurt also des Kaisers selbst. Entsprechend wurde die Waage Ende des 13. Jahrhunderts auch noch von einem kaiserlichen Beamten bedient.
Die ältesten Gewichtsnormen der Stadt sind in einer Urkunde fixiert, die sicher kurz vor 1329 zu datieren ist, die Berufsbezeichnungen der wohl schon in der neuen Waage in der Affengasse tätigen städtischen Beamten, der Wagenknechte, tauchten erstmals im Jahr 1368 in den – im Zweiten Weltkrieg verbrannten – Bedebüchern auf. Daraus kann auch ohne Kenntnis ihres Einsatzortes geschlossen werden, dass das Wiegerecht spätestens in den 1360er Jahren an die Stadt übergegangen ist, denn ohne jenes Privileg hätte sie nicht ihre Untergebenen in einer dem Reich zugehörigen Waage beschäftigen dürfen.

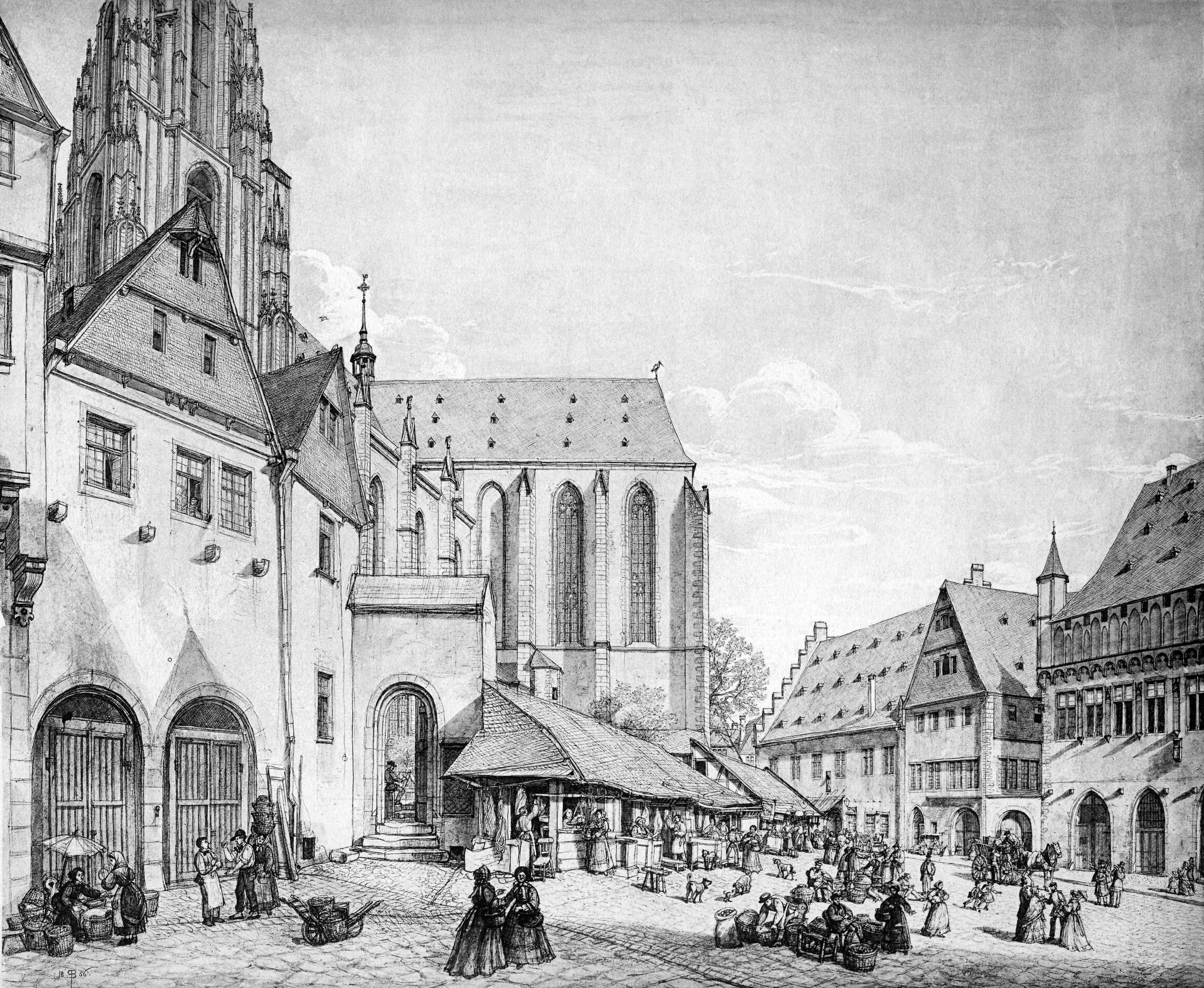
Häuser am Dom und der Weckmarkt, 1856
(Zeichnung von Peter Becker)

1502 beschloss der Rat der Stadt, ein neues Waagengebäude zu errichten, nachdem die bisherige Waage aus unbekannten Gründen ihre Aufgabe nicht mehr zur Zufriedenheit der Bevölkerung erfüllen konnte. Hierzu kaufte man das neben der Waage befindliche, wohl wenigstens aus dem 14. Jahrhundert stammende Steinhaus Klein-Wolkenburg und wollte beide im Sommer 1503 zugunsten eines Neubaus niederlegen. Doch zu den städtischen Plänen eines größeren Neubaus an alter Stelle kam es nicht, als man sich entschloss, beide Gebäude, also auch die alte Waage, an das Bartholomäusstift zu verkaufen.
Diesmal ging es jedoch weniger um die Erweiterung des Kirchhofs als eher Bedenken ob der Wirkung eines repräsentativen städtischen Baus in direkter Nähe zum Dom. Wie wichtig dies dem Stift war, zeigt sich auch darin, dass man dem Rat nicht nur 500 Gulden für zwei aufgrund ihres Alters sicherlich baufällige Häuser zahlte, sondern zudem auch noch ein Kornhaus in der Nähe der Metzgerpforte, eines Stadttores am Mainufer am Ende der Metzgergasse, überließ. Das Geschäft wurde am 1. Juni 1503 besiegelt, und die beiden letzten Häuser der Affengasse bald vom Stift niederlegt.

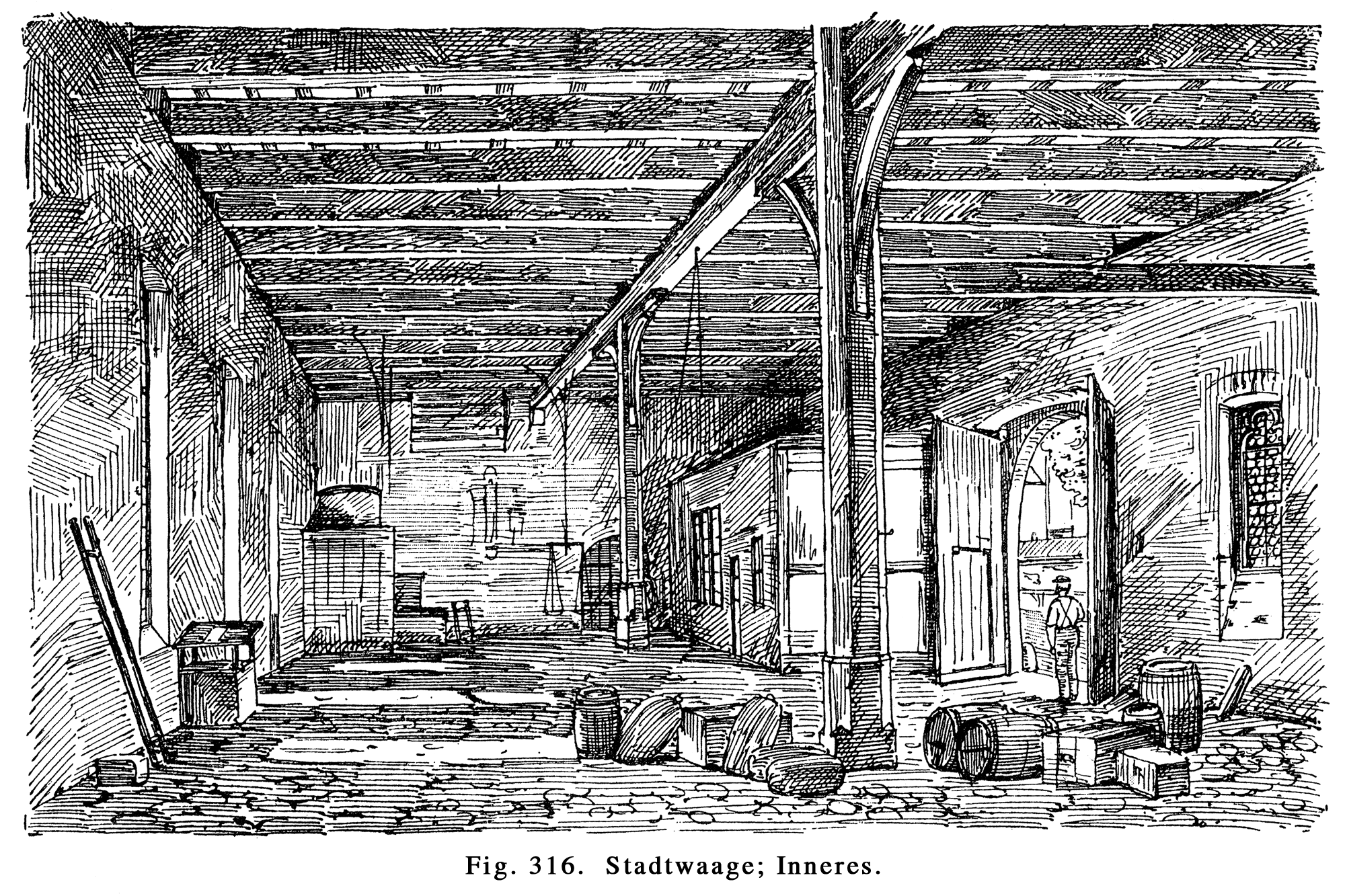
Inneres der Waage, 1873
(Zeichnung von Carl Theodor Reiffenstein)

Doch die städtischen Pläne hatten sich keineswegs geändert: Schon am 6. Juni desselben Jahres wurde in einer Ratssitzung das Bauvorhaben für ein „nuwe wagen huss uff dem flecken der alten Juddenschule“ beschlossen. Als städtische Bauleiter beauftragt waren die namentlich bekannten Werkleute Hans Feltman, ein Zimmermann, und der Steinmetz Wigel Sparre. Schon im Vorfeld der Vertragsverhandlungen mit dem Stift hatte man am 23. Mai 1503 mit dem Ausgraben der Fundamente der Synagoge begonnen, bei der es sich wohl um einen Steinbau handelte.
Laut des überlieferten Bauprogramms sollte der zu errichtende Waagenneubau eine Länge von 100 (28,46 Meter), die untere Mauer eine Höhe von 20 (5,69 Meter) und der Saal im Obergeschoss eine solche von 16 Frankfurter Werkschuh (4,55 Meter) haben. Ferner waren drei hölzerne Säulen für die Unterzüge der Balkendecke des Erdgeschosssaales, zwei Eingangstore mit städtischen Wappenadlern darüber sowie drei Dachgeschosse als Kornspeicher vorgesehen. Zahlreiche Abbildungen und Beschreibungen belegen, dass das Gebäude wohl fast genau so auch ausgeführt wurde.

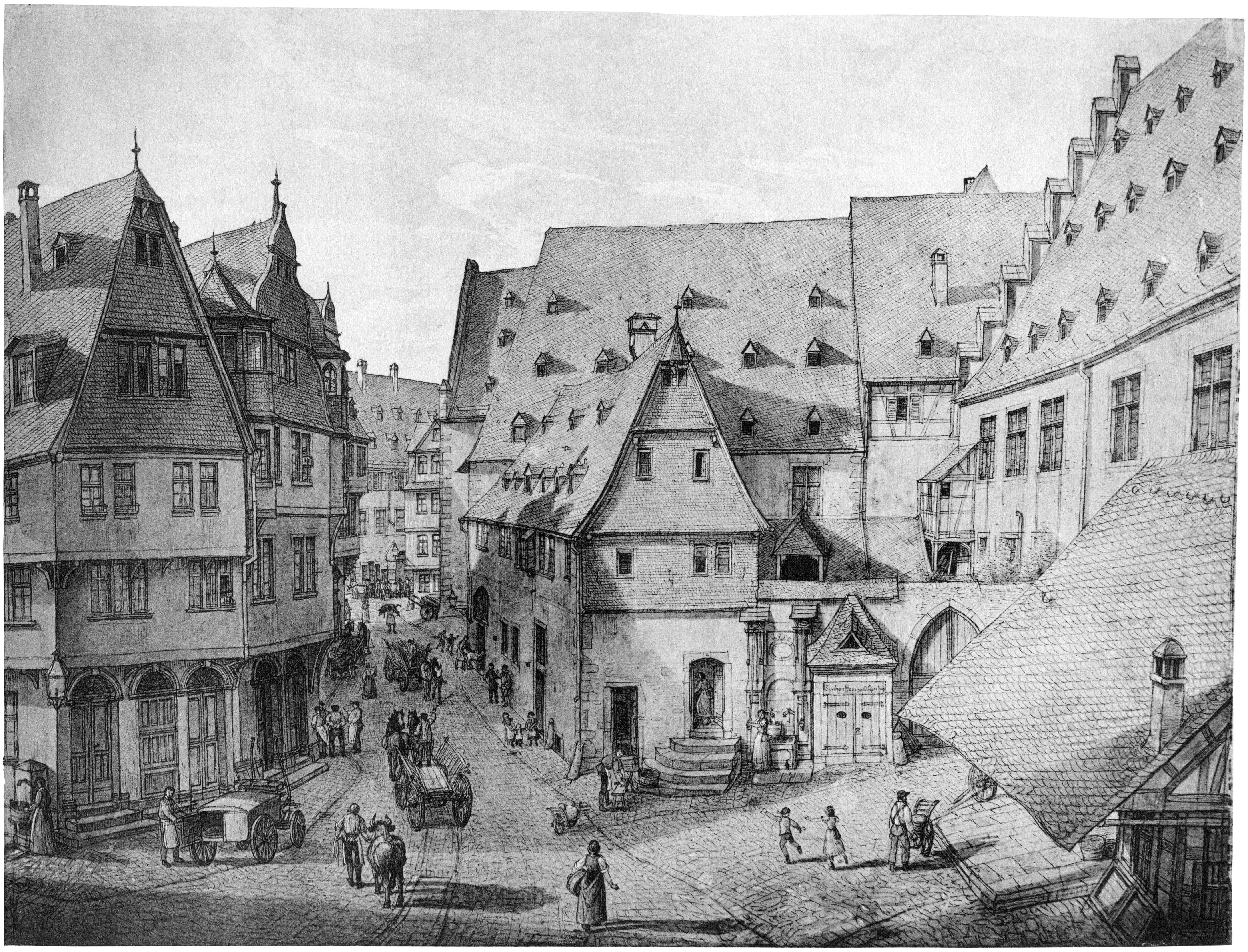
Partie hinter der Waage mit der Gasse An der Schmidtstube, 1872
(Zeichnung von Peter Becker)

Die Synagoge war mit dem Neubau aber weder namentlich noch architektonisch aus dem Stadtbild verschwunden: hinter der Waage befand sich bis zuletzt eine vorplatzartige Ummauerung und das so genannte Kälberschlachthaus auf einem älteren Steinsockel, das noch bis ins 19. Jahrhundert hinein den Beinamen Alte Judenschule trug. Dieser Name taucht auch immer wieder in Hausurkunden des 16.–18. Jahrhunderts auf. Die vorplatzartige Ummauerung entsprach dagegen wohl dem so genannten Judenschulkirchhof.
Auch das spätestens 1589 erbaute und zur Erschließung der Obergeschosse der Waage benutzte Nachbargebäude Weckmarkt 3, auch Neues Kaufhaus, setzte vermutlich auf älterer Substanz des jüdischen Viertels in Form des hier befindlichen jüdischen Tanz- bzw. Spielhauses auf. Dies wurde insbesondere durch die in Frankfurt sehr ungewöhnliche Baugestalt als dreigeschossiger Massivbau mit einem ebenfalls dreistöckigen Dachaufsatz in Fachwerk deutlich. Endgültige Bestätigung findet diese Annahme aber in Rechnungsposten des frühen 17. Jahrhunderts, in denen der Keller des Gebäudes als „Judenbad“ Bezeichnung findet und somit auf die Mikwe des Vorgängerbaus verweist. In seiner Funktion als Bestätteramt mussten sich ab 1590, als für alle auf dem Landweg nach Frankfurt gebrachten Waren ein neuer Einfuhrzoll erhoben wurde, die Fuhrleute vor dem Abladen melden und den hier arbeitenden Bestättern eine entsprechende Gebühr entrichten. Hervorzuheben ist, dass mit der auch baulichen Einrichtung des Bestätteramts ein langfristiger Umbau des Stadtzentrums durch Rat und Bartholomäusstift und letztlich bei völliger Tilgung der Spuren von jüdischer Bevölkerung zu einem vorläufigen Abschluss kam.

### Weitere Geschichte und Nutzung als Stadtarchiv

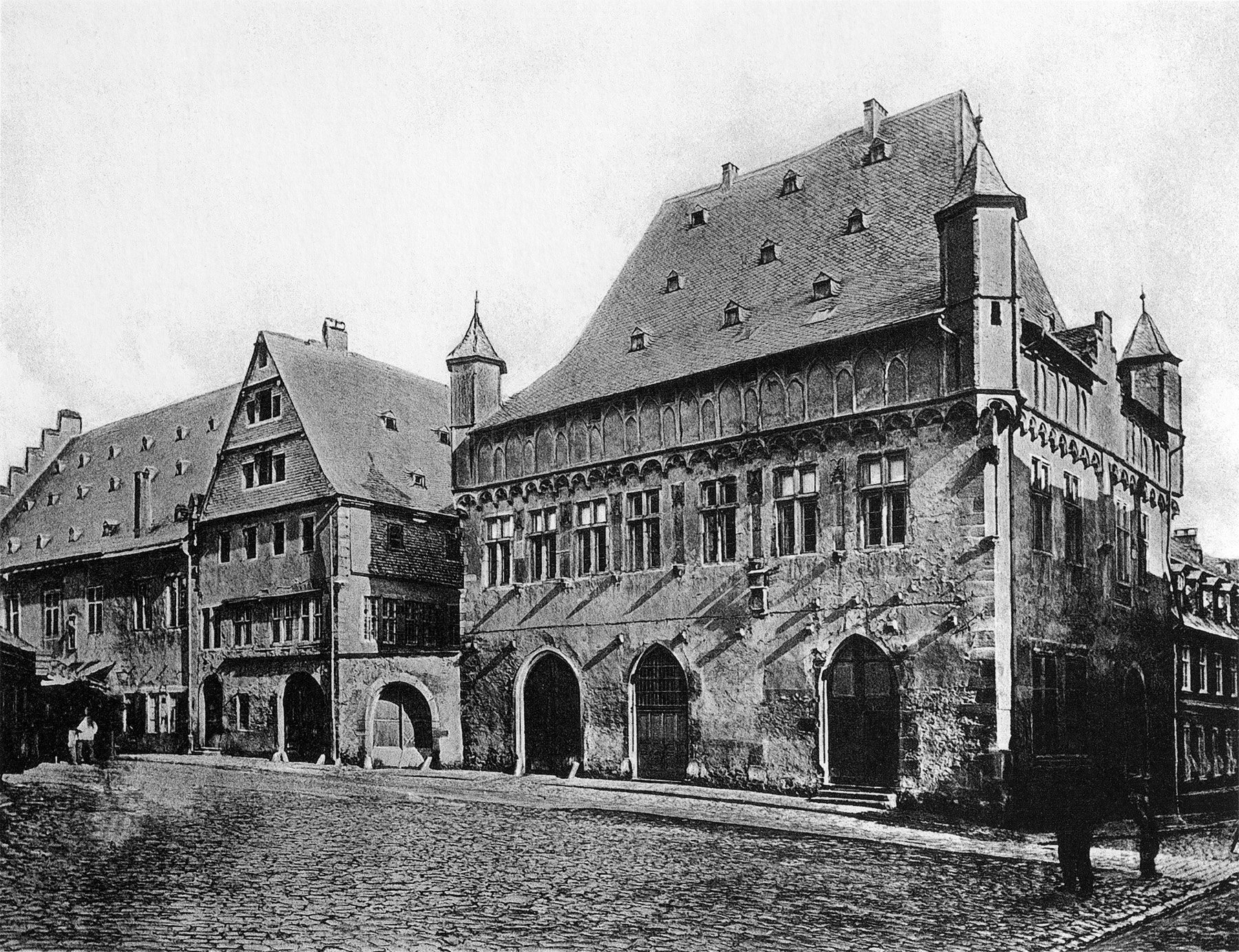
Waage, Bestätteramt und Leinwandhaus, 1871
(Fotografie von Carl Friedrich Mylius)

Im Gegensatz zum benachbarten Leinwandhaus hat das Gebäude bis tief ins 19. Jahrhundert hinein einzig seinem dedizierten Zweck gedient. An dafür speziell konstruierten Waagen wurden die wichtigsten Einfuhrgüter wie Spezerei, Speck, Salz oder auch Kupfer nach genormten Gewichten für den Verkauf in der Stadt abgewogen und dafür ein Wiegegeld kassiert. Die Speckwaage und die Spezereiwaage verwendeten eigene Normale, das Speckgewicht und das Spezereigewicht. 1845 verlegte man große Teile des damals aus allen Nähten platzenden Frankfurter Stadtarchivs in das erste Obergeschoss, was Umbauten und Sanierungsmaßnahmen erforderte, aber der Nutzung als Waage im Erdgeschoss keinen Abbruch tat.
Die Archivare äußerten schon bald schwerste Bedenken, befanden sich mit der Fett- und Butterwaage im Erdgeschoss doch ständig leicht entzündliche Materialien in direkter Nähe der kostbaren Archivalien. Sie verwiesen auch auf das so wörtlich „einen Wald von Holz“ bildende gotische Dachwerk des Gebäudes und die zahlreichen anstoßenden und umliegenden Häuser, die ebenso größtenteils aus dem schnell brennbaren Material erbaut waren.

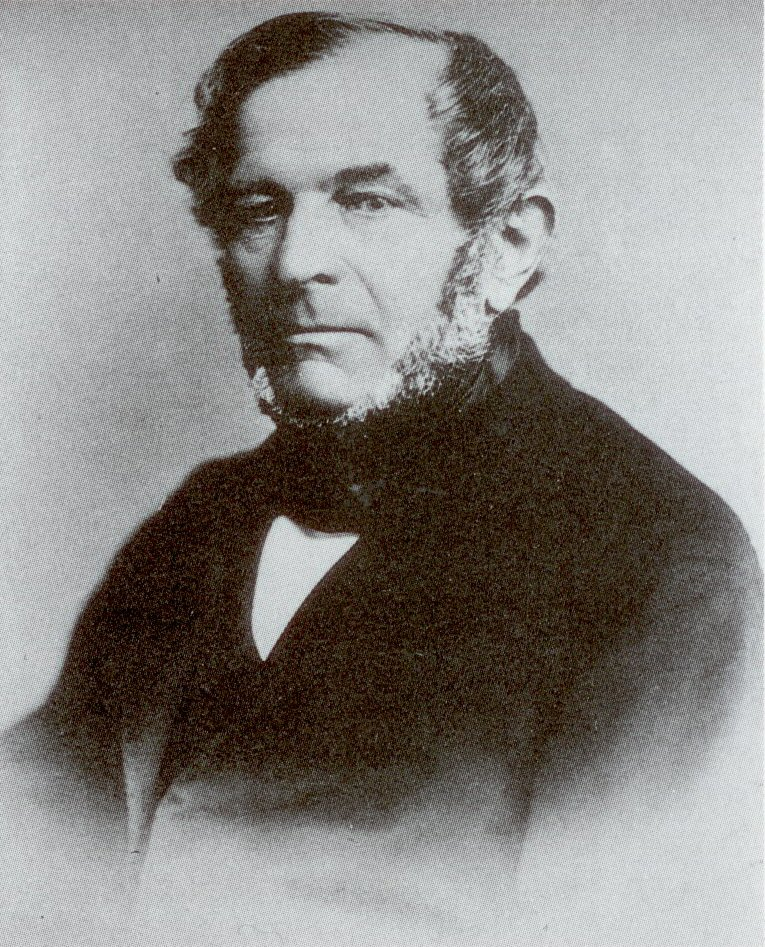
Georg Ludwig Kriegk, wohl um 1860

Der 1863 erste als Historiker in das Amt des Stadtarchivars gewählte Georg Ludwig Kriegk wies noch im selben Jahr darauf hin, dass es nach einem auswärtigen Gutachten „kein unpassenderes und gefährlicheres Archiv“ gäbe als die Waage in ihrem damaligen Zustand. Abschließend beantragte er einen völligen Umbau des Gebäudes, den Abbruch aller Anbauten und den Auszug aller übrigen dort untergebrachten Ämter und Einrichtungen. Gleichzeitig setzte er sich jedoch für einen Erhalt des Gebäudes ein:

„[…] seinen Wert [hat] es nicht nur in seinem fast fünfhundertjährigen Alter, sondern auch in seiner, dem Geiste der Zeit seiner Entstehung entsprechenden Schönheit, die fern [ist] von aller Prätension und allem unnötigen Beiwerk, und das in Verbindung mit dem Dom und dem Leinwandhaus die einzige Stelle der Stadt von noch mittelalterlichem Gepräge [bildet].“

Schon 1862 hatte die gesetzgebende Versammlung der Freien Stadt Frankfurt aufgrund der schweren baulichen Mängel des damals über 350 Jahre alten Gebäudes erstmals und doch erfolglos die Errichtung eines eigenständigen Archivgebäudes gefordert. Der auf Kriegks Vorschlag fußende Plan des Senats, zur Kostenersparnis das Waaggebäude unter Erhalt der äußeren Gestalt von Grund auf zu renovieren, wurde 1866 als immer noch als zu teuer abgelehnt. In diesem Zusammenhang wurde besonders die Bedeutung des Gebäudes – ganz entgegen der Wertung des Stadtarchivars – als sehr gering eingeschätzt:

„Das Gebäude der Stadtwaage [hat] nicht den geringsten künstlerischen Wert, weder einen architektonischen Schmuck an den Fassaden noch sonstige schöne Verhältnisse. Dazu [ist] der innere Zustand, namentlich der des Gebälkes, trostlos zerrüttet, nach dem Niederlegen der Anhängsel [meint die Anbauten] [bleibt] nicht mehr viel von den historischen, aber historisch sehr wertlosen Gebäudlichkeiten übrig. Vollkommen zweckmäßige Einrichtungen für das Archiv [sind] nur zu Erreichen durch die gänzliche Niederlegung der Stadtwaage mit sämtlichen Anhängseln und die Errichtung eines neuen, nach allen Seiten freistehenden, in einfach deutschem Stile zu erbauenden, und ausschließlich den Zwecken des Archivs dienenden Gebäudes.“

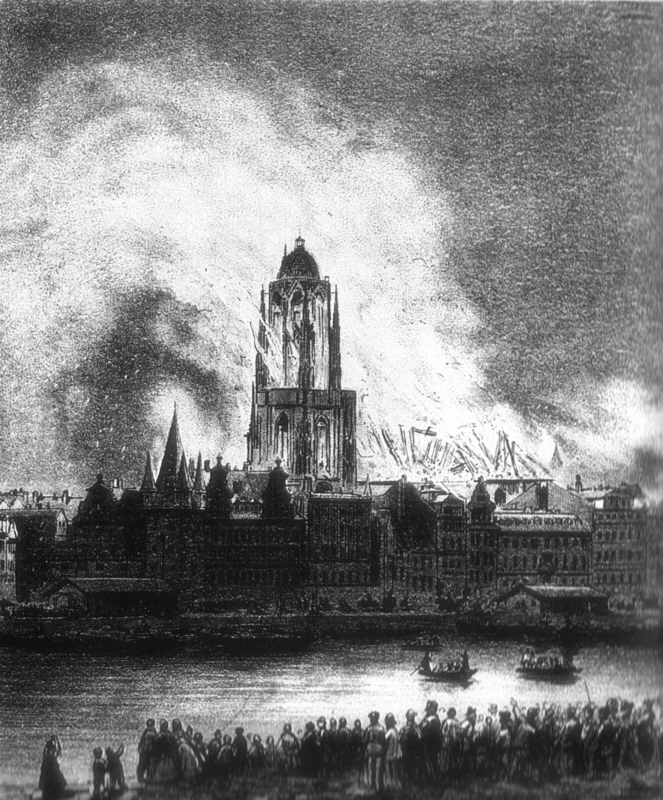
Der Dombrand, 1867
(Lithografie)

Mit der Annexion der Stadt durch Preußen trat der Vorgang wenige Monate später völlig in den Hintergrund. Kriegk konnte vorerst nur erreichen, dass ihm, seinen Mitarbeitern und am Archiv interessierten Gelehrten ein außerhalb der Waage gelegenes Arbeitszimmer im Rententurm zugewiesen wurde. Der Raum, in dem bedeutende Historiker wie etwa Leopold von Ranke arbeiteten, war bei den in jener Zeit regelmäßigen Mainhochwassern jedoch ständig feucht und wurde zudem noch von mehreren anderen städtischen Ämtern mitgenutzt. Dennoch lagerte Kriegk hierher die seinerzeit als am wertvollsten betrachteten Archivalien wie Privilegien, Kaiserbriefe, Reichstagsakten und die übrige Korrespondenz mit dem Reich aus.
Der Dombrand am 15. August 1867, der von vielen Frankfurtern als böses Omen auf die preußische Okkupation der Stadt gewertet wurde, war das Ereignis, das den Beginn vom Ende der alten Waage einläutete. Das Gebäude war nach dem Bericht Kriegks, der sich während des Brands in der Waage aufhielt, der größten Gefahr seit seiner Errichtung ausgesetzt:

„Nur durch ein Wunder [ist] das Archiv der großen Gefahr entgangen. Hätte der Wind nicht eine westliche Richtung genommen, wäre Flugfeuer in die ungeschützten Dachluken gekommen, [und] binnen einer halben Stunde das ganze Innere des Gebäudes ein Raub der Flammen gewesen […].“

Seinem Bericht fügte Kriegk noch das Gutachten einiger preußischer Archivbeamten bei, die das Gebäude als „durchaus ungenügend und eines Ersatzes in höchstem Grade bedürftig“ bezeichneten. Unter dem Eindruck des Gutachtens und der Gefahr, dem das bedeutende Stadtarchiv gerade noch entgangen war, fasste man 1871 dann den Beschluss für den Neubau eines Stadtarchivs an der Stelle der Waage.

### Ende der Waage und Geschichte bis zur Gegenwart
Entgegen manch anderem damals verschwindenden Bau sprach sich außer Kriegk kein Konservator oder Historiker gegen den Abriss des Waagengebäudes aus, obwohl es in seiner Schlichtheit zu den originellsten öffentlichen Leistungen der langen Frankfurter Gotik zählte, und im Gegensatz zu vielen anderen auch nur wenig verändert worden war. Mit dem Abbruch 1874 verschwand jedoch nicht nur das Gebäude selbst, sondern im Sinne eines purifizierenden Historismus auch das westliche erschließende Gebäude auf dem Mauerwerk des jüdischen Tanz- bzw. Spielhauses, die südlichen Anbauten auf den Resten der alten Synagoge, der Judenschulkirchhof sowie die an die Waage angebauten Schirnen, also überdachte Verkaufsläden. Beim Ausheben der Baugrube stieß man dann auch tatsächlich auf die romanischen Reste der ältesten Synagoge, die jedoch – entsprechend dem damaligen Verständnis von Archäologie und Denkmalpflege – nur unzureichend dokumentiert und anschließend beseitigt wurden.

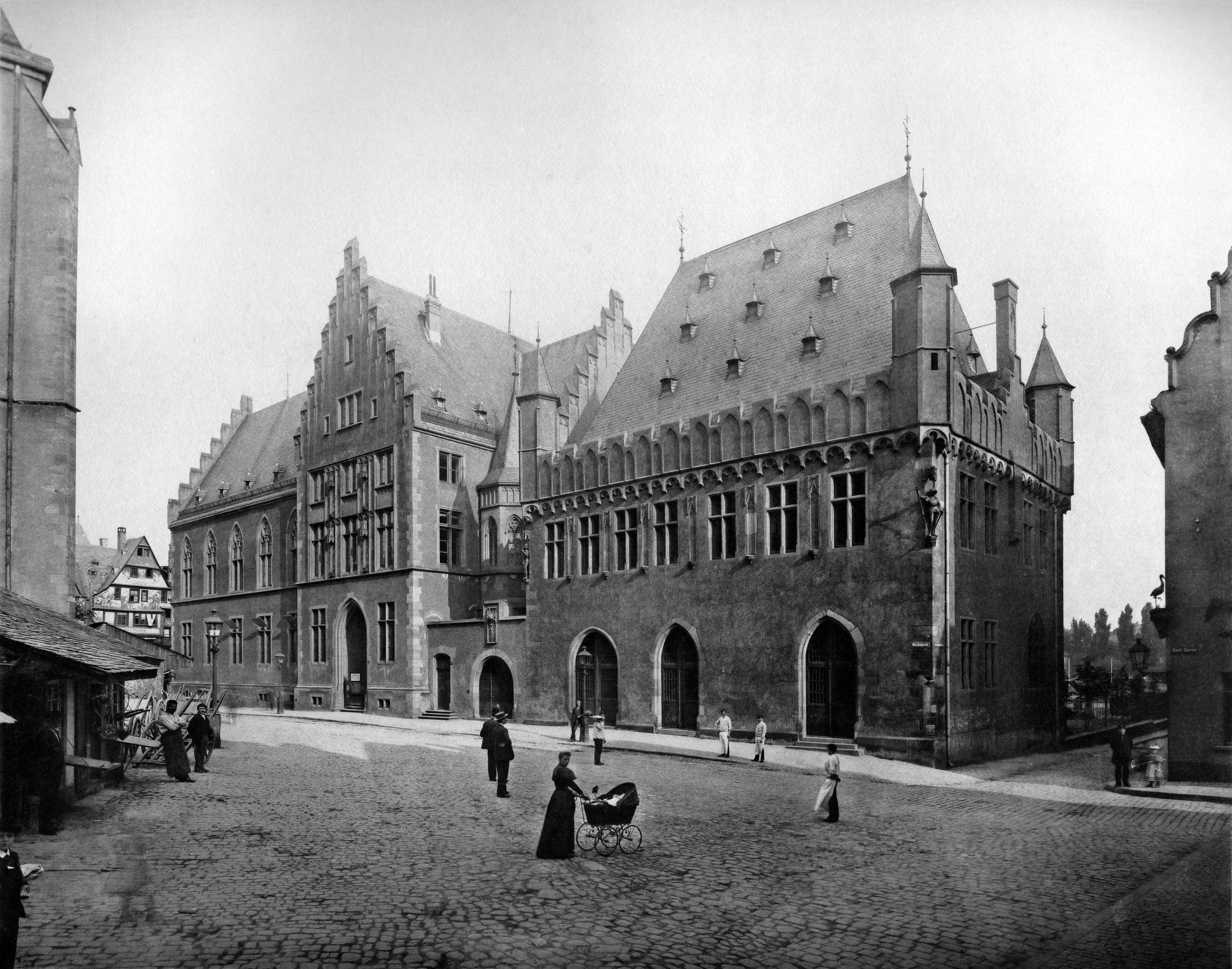
Leinwandhaus und neugotisches Stadtarchiv, 1898
(Fotografie von Max Junghändel)

Das bis 1877 an derselben Stelle von Dombaumeister Franz Josef Denzinger im neugotischen Stil errichtete Archivgebäude wirkte aufgrund der vorgenannten Maßnahmen eher wie ein Fremdkörper inmitten der gewachsenen mittelalterlichen Bebauung, zumal es sich an Vorbildern der prächtigen internationalen Gotik orientierte, die es im sehr konservativen Frankfurt so nie gegeben hatte. Von den wenigen vor dem Abbruch gesicherten, größtenteils spätgotischen Bauteilen der Waage wurden zwei Wappenadler an der Nord- und Südseite des neuen Gebäudes eingemauert; ein Waagebalkenhalter, ein geschnitztes Kruzifix sowie ein Kamin mit städtischen Insignien kamen an das Historische Museum der Stadt.
Eine Besonderheit und Alt-Frankfurter Anekdote im Zusammenhang mit dem Neubau war der Rechtsstreit um die so genannte Lautenschläger’sche Schirn, einen Verkaufsladen, der sich an der Waage befunden hatte. Da der Besitzer gegen die Stadt einen lange Zeit sehr erfolgreichen Rechtsstreit führte, durfte er die Schirn auch an der Nordostecke des Neubaus wieder platzieren, wo sie noch fast 15 Jahre bestehen blieb, bis die Angelegenheit dann doch durch einen Vergleich ein Ende fand und der Laden verschwand.
Das Archivgebäude war trotz seiner Größe alles andere als ausreichend dimensioniert. Die Aufnahme der Altbestände des 1900 beim Bau des neuen Rathauses abgebrochenen Archivturms Frauenrode, also sämtlicher seit 1311 von der Stadt geführten Amtsbücher, das Hinzukommen der neuen Medien wie Fotografien und Schallplatten sowie die Einrichtung einer zeitgeschichtlichen Sammlung führten schon Ende der 1930er Jahre dazu, dass das Gebäude am Weckmarkt sprichwörtlich bis in den letzten Dachwinkel belegt war.

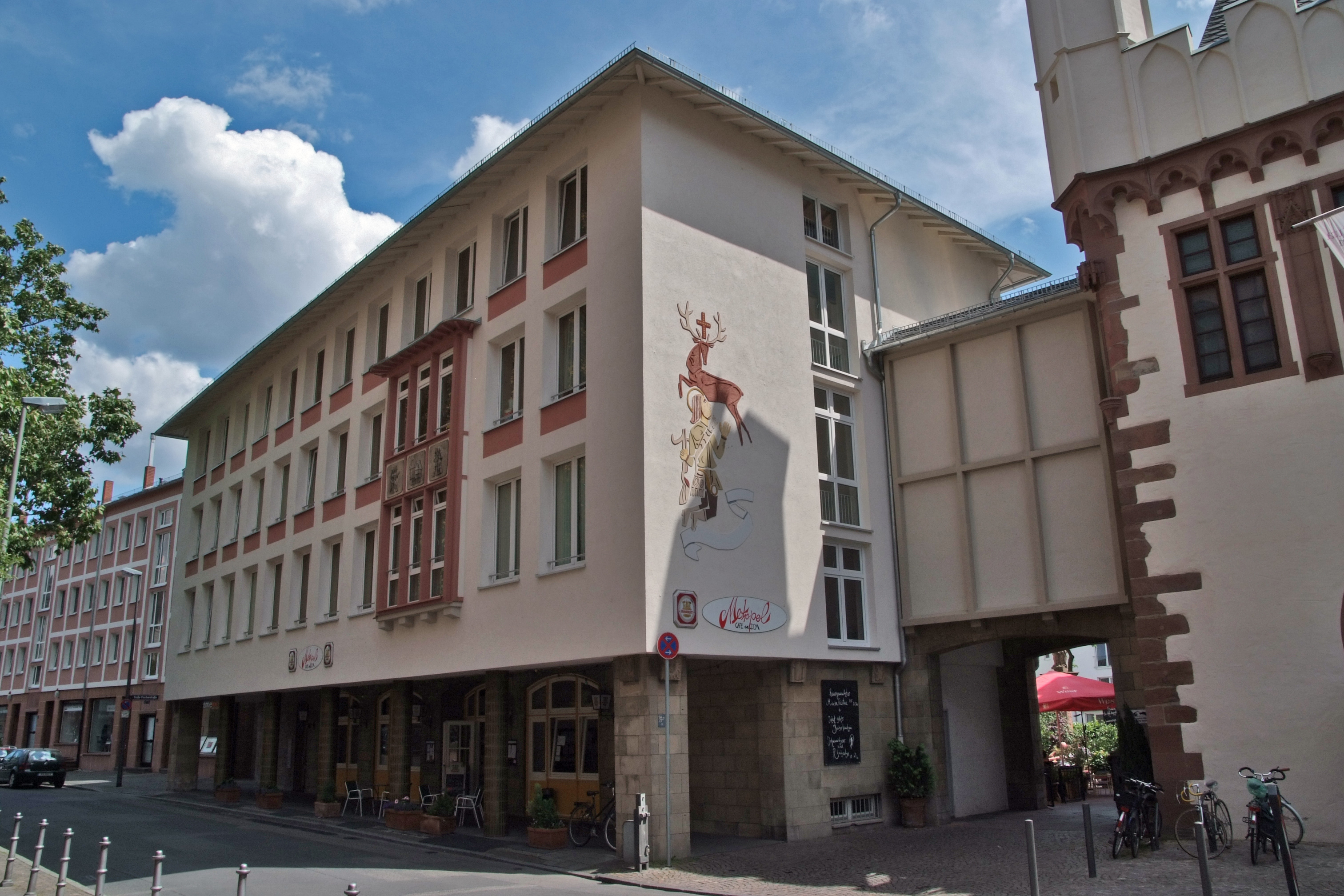
Café Metropol, 2009

Doch noch vor der Vernichtung der Frankfurter Altstadt im März 1944 wurde das Archiv bei einem Luftangriff am 29. Januar desselben Jahres durch mehrere Sprengbombenvolltreffer schwer zerstört. Aufgrund der vernachlässigten Auslagerung hatte dies auch den Verlust eines der wertvollsten und vollständigsten Stadtarchive in Deutschland zur Folge. Inwieweit die am Bau verwendeten spätgotischen Wappenadler sowie die 1874 dem Historischen Museum übertragenen Spolien die Vernichtung überstanden, ist bis heute ungeklärt.
Nach dem Krieg wurde die Parzelle geräumt und modern überbaut. Ein Wohnhaus im Stile der 1950er Jahre, in dessen Erdgeschoss sich das Café Metropol befindet, ist somit der Nachfolgebau des Stadtarchivs, der Waage und der ältesten Frankfurter Synagoge, an die vor Ort nichts mehr erinnert.

## Architektur

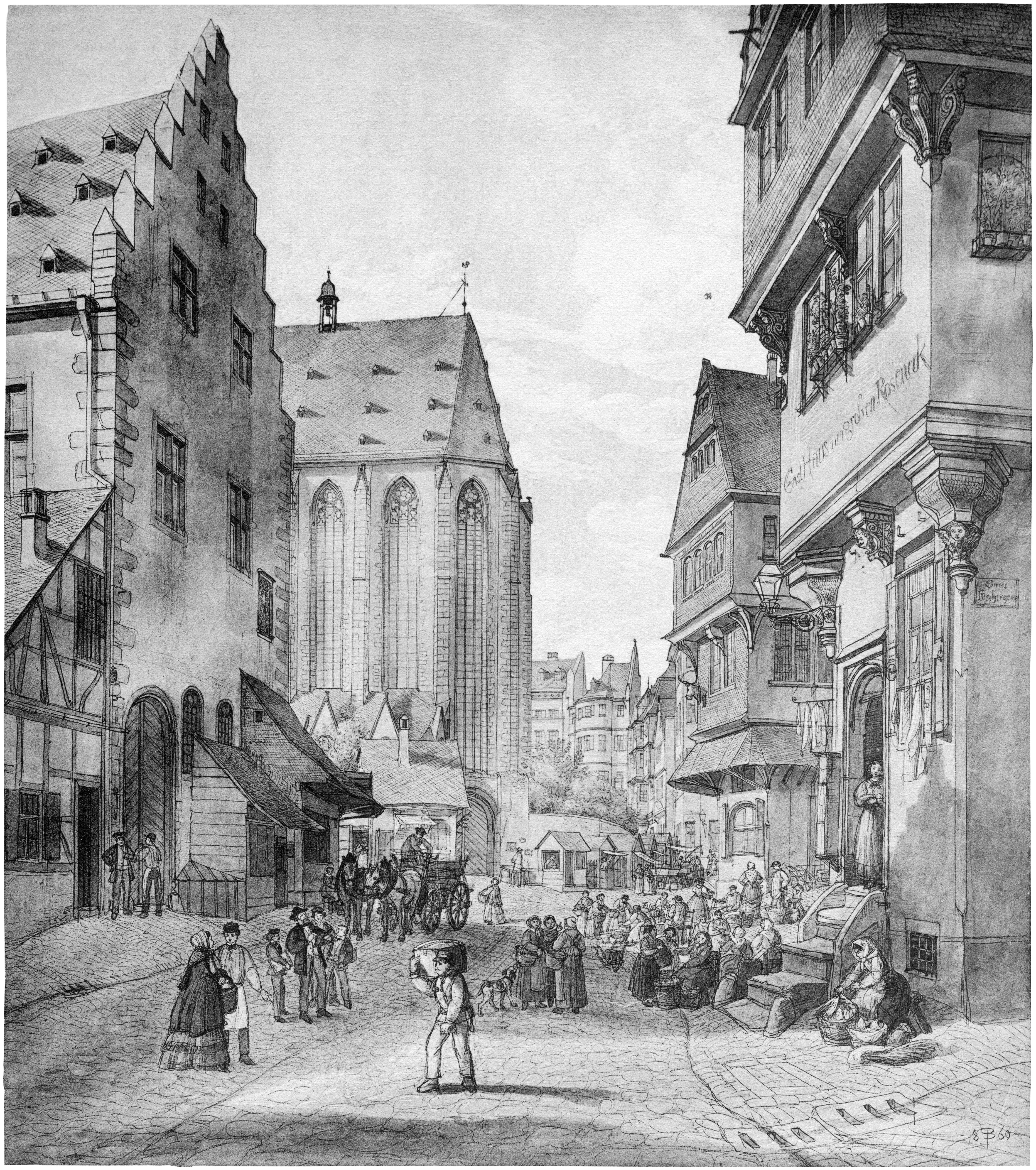
Ostgiebel der Waage an der Großen Fischergasse, 1860
(Zeichnung von Peter Becker)

Das auf einem rechteckigen Grundriss errichtete Gebäude war ein Massivbau aus verputzten Bruchsteinen mit sichtig belassenen Eckquadern, Architekturteilen und Bauplastik aus dem charakteristischen roten Mainsandstein. Über zwei durch eine Balkendecke mit Unterzügen getrennten großen Sälen im Erd- und ersten Obergeschoss erhob sich zwischen den Staffelgiebeln ein steiles, schiefergedecktes Walmdach mit Gaubenreihen und drei Dachgeschossen. Der spätgotische Charakter wurde durch die Verwendung hoher Kreuzstockfenster im Obergeschoss und im ersten Dachgeschoss abgerundet, während die Fenster im Erdgeschoss wohl von Alters her rund und durch Vergitterung gesichert waren.
Die innere Erschließung erfolgte durch das anstoßende Gebäude, Neues Kaufhaus oder nach seiner Bestimmung auch Bestätteramt genannt. Es handelte sich ebenso um einen dreigeschossigen Massivbau aus verputztem Bruchstein, von dem einzig der dreistöckige Dachaufsatz in verschiefertem Fachwerk ausgeführt war. Wie die Erschließung der Waage in den Jahren von 1503 bis zur ersten Erwähnung und wohl auch Errichtung des Erschließungsbaus 1589 erfolgte, ist unklar. Da dieser jedoch nachweislich (s. geschichtlicher Teil) wie auch die Waage selbst auf wesentlich älterer Substanz beruhte, und praktisch dieselbe Traufhöhe aufwies, ist davon auszugehen, dass zumindest der massive Teil in nicht überlieferter Form zur Bauzeit des Waagengebäudes bestand und so Zugang zum Ober- und den Dachgeschossen gewährte.
Kurz vor dem Abriss wurde die Waage von Carl Theodor Reiffenstein, der im 19. Jahrhundert akribisch die Veränderungen der Frankfurter Altstadt sowohl schriftlich dokumentierte als auch zeichnete, am 25. Mai 1873 nochmals ausführlich beschrieben:

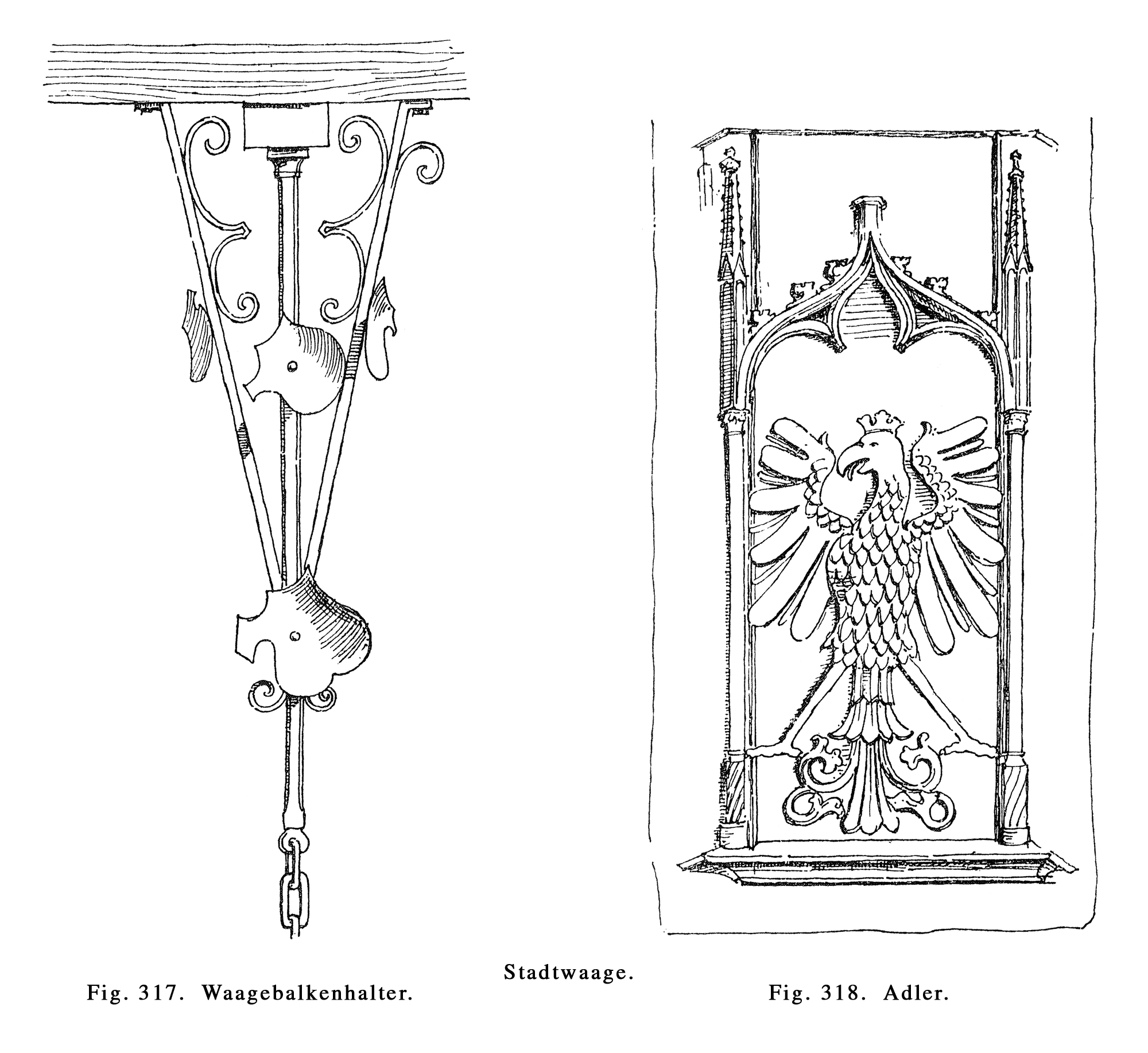
Waagebalkenhalter und Adler, 1873
(Zeichnung von Carl Theodor Reiffenstein)

„Die Niederlegung des Gebäudes wird nächstens beginnen, beleuchten wir also noch einmal die Räumlichkeiten, soweit es möglich ist, und suchen in Schrift und Bild der Nachwelt eine deutliche Erinnerung zu hinterlassen. Von aussen hat das Gebäude trotz seiner Einfachheit einen imposanten Charakter und macht mit der übrigen Umgebung einen höchst harmonischen Eindruck. Drei Adler von Stein sind daran angebracht, wovon zwei auf der Ostseite und einer über dem Portal auf der Nordseite sich befinden, von den zwei erstgenannten ist einer auf der Ecke nach Süden in der Höhe von etwa zehn Fuss über dem Boden eingesetzt, er ist der kleinste und befindet sich auf einem Wappenschilde, nur ist er leider auf eine barbarische Weise zerschlagen, indem man, um einem daran vorbeilaufenden Standkändel Raum zu verschaffen, statt mit einem Knie darüber hinweg zugehen, lieber ein Stück Adler abhieb. Es ist und bleibt dies eine ewige Schande für die diejenigen Beamten, welche mit der Leitung und Beaufsichtung der Reparaturen an den städtischen Bauten betraut sind oder damals waren. Ein vierter Adler ist auf der Südseite des Hauses über dem Thore gemalt, er hat rechts und links oben zwei kleine, schräg gegen einander gestellte Wappenschilder neben sich, deren jedes einen Reichsadler trägt.“

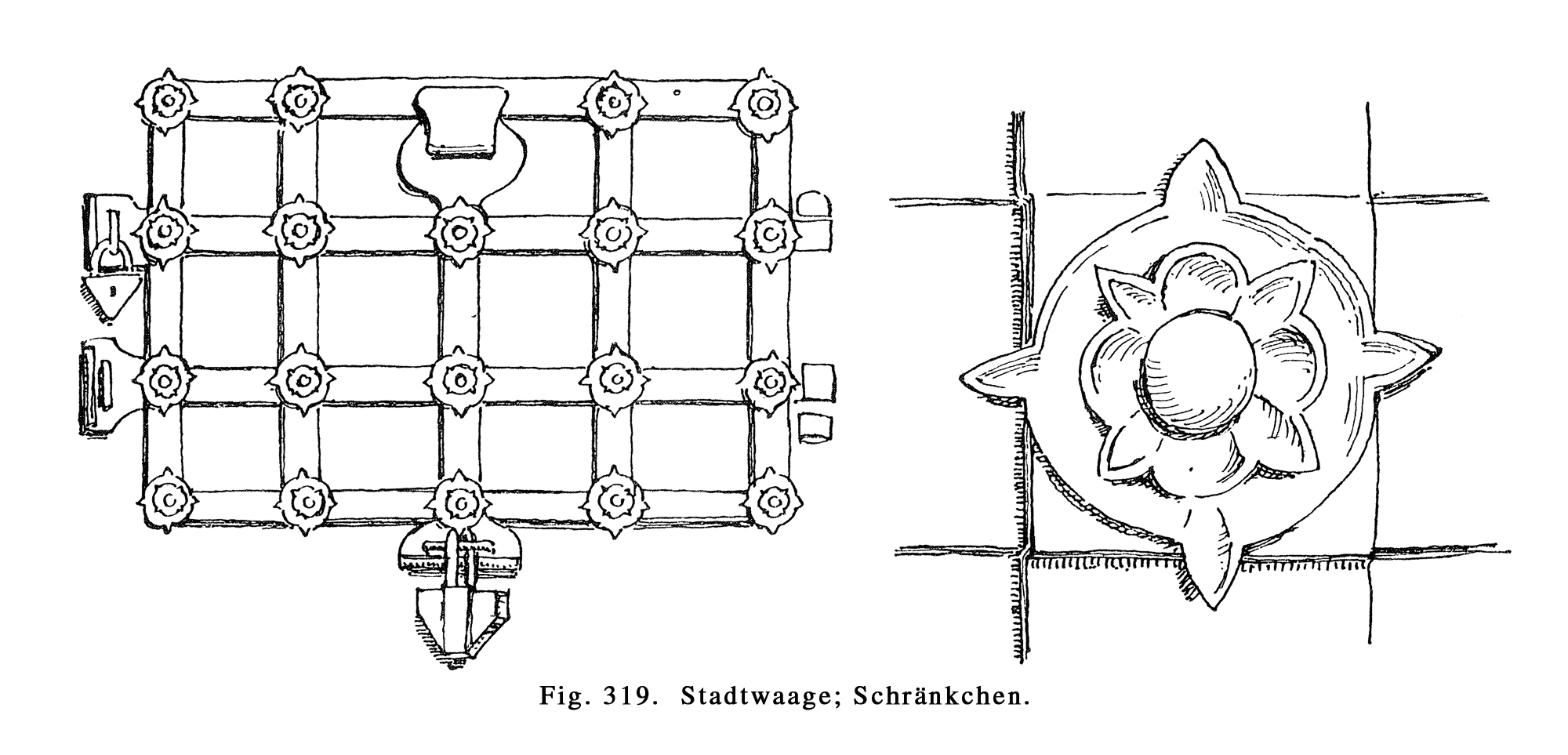
Schränkchen im Erdgeschoss, 1873
(Zeichnung von Carl Theodor Reiffenstein)

„Im Inneren des Gebäudes fesselt der untere, den ganzen Stock ausfüllende Raum unsere Aufmerksamkeit im höchsten Grade. Keine ähnliche Lokalität befindet sich hier. Ihre Decke ruht auf Trägern von Eichenholz, die äusserst fein und zierlich profiliert sind und einen vortrefflichen Eindruck machen. Vor allem ist der eiserne Waagebalkenhalter mit seinen zierlichen Wappenschildern ins Auge zu fassen; sodann finden wir in der Wand ein kleines Schränkchen, dessen eiserne Thüre eine Vorrichtung zum Einwerfen von Geldstücken hat und äusserst fein gearbeitet ist; ebenso eine Kiste mit reichverziertem Schlossblech. An der westlichen Wand, die an das eben im Abbruch befindliche Bestätteramts-Gebäude anstösst, sind zwei Figuren al fresco angemalt, zu beiden Seiten eines unter einem zierlichen Baldachin aufgehängten, aus Holz geschnitzten Kruzifixes, vor dem aus einem eleganten Sockel, welcher gleichfalls reich verziert ist, ein hölzerner Träger herauswächst, auf dem sich ein eiserner Leuchter mit einer hölzernen Kerze befindet. Das Ganze erinnert an die alte Zeit und macht eine gute Wirkung. Leider fehlt die Spitze des Baldachins und ist auf eine so unglückliche Weise nach einer Zeichnung von Karl Ballenberger ergänzt, dass ich mich nicht entschließen konnte, dieselbe auf meiner Abbildung mit aufzunehmen. Die beiden Figuren stellen den heiligen Bartholomaeus und Karl den Grossen dar und scheinen stark restauriert zu sein. Der Eingang zu diesem Raume geschah durch das grosse Thor an der Nordseite; ein zweites nach dem Rosenplätzchen mündendes Thor, das die Ausfahrt wesentlich erleichterte, indem hierdurch das Wenden im Inneren des Gebäudes vermieden wurde, ist neueren Ursprungs.“

Noch ein Eingang befand sich in der Mauer nach dem Bestätteramts-Gebäude, ebenso eine Thüre nach dem Hofe. In diesem Raume nun befand sich die Waage und war derselbe stets mit Fässern und Ballen belagert.

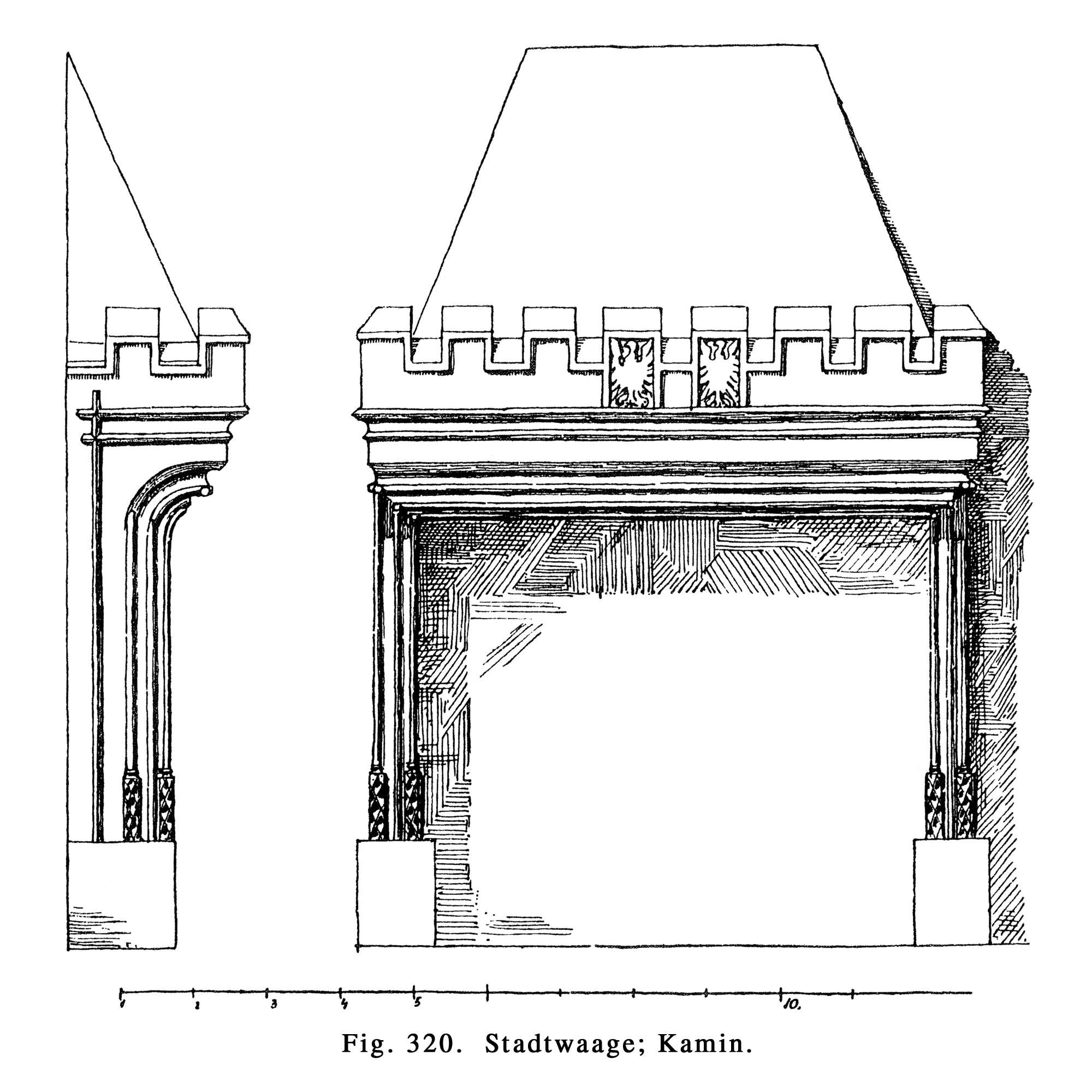
Kamin im Obergeschoss, 1873
(Zeichnung von Carl Theodor Reiffenstein)

„Zu den Räumen des oberen Stocks gelangte man über die in dem anstossenden Bestätteramts-Gebäude liegende Treppe, die jedenfalls ihre Entstehung einer späteren Zeit verdankt, wie aus den Verschneidungen der Stäbe an der durch die westliche Giebelwand gebrochenen Thüre, zu welcher sie führt, zu ersehen ist. Wahrscheinlich wurde diese Einrichtung erst um die Mitte des XVII. Jahrhunderts gemacht. In dem ersten Stock, welcher einen sehr geräumigen Saal enthält, ist ein grosser Theil der Akten des städtischen Archivs untergebracht. Ein grosser Kamin erregt hier unser lebhaftes Interesse, welcher trotz seiner Einfachheit geschmackvoll und vortrefflich in Stein ausgeführt ist und auf seiner Hauptfront zwei Adler trägt, die aber im Lauf der Zeiten so oft mit Farbe überstrichen sind, dass sie alle Schärfe und Deutlichkeit verloren haben und kaum mehr zu erkennen sind. Hier wird man die Baufälligkeit erst recht gewahr und man begreift eigentlich nicht, dass bei dieser Verwahrlosung das Gebäude nicht schon längst zusammengebrochen ist. Von der Nothwendigkeit des Abbruchs dieses einfachen und schönen Denkmals einer reichen Vergangenheit überzeugt und erfüllt, verlassen wir den Raum, beseelt von dem Wunsche, dass es gelingen möge, einen ebenbürtigen Neubau an seine Stelle zu setzen. Jedenfalls wird Frankfurt um ein charakteristisches Denkmal seiner Vorzeit ärmer, was es umso schwerer trifft, als es in dieser Beziehung ausserordentlich wenig zu verlieren hat.“